# Leonid Kreutzer
Leonid Kreutzer (San Petersburgo, 13 de marzo de 1884 - Tokio, 30 de octubre de 1953) fue un pianista alemán de origen ruso.
Estudiante de Annette Essipoff, Kreutzer vivió y enseñó música en Japón durante muchos años. Ha grabado para el sello japonés Columbia, centrándose en las obras de Beethoven y Chopin. Władysław Szpilman fue estudiante suyo.
En 1925 conoció a la pianista Grete Sultan, a la que calificó con tan solo 19 años como una pianista con una madurez, musicalidad y lógica notables.